# フィリップ・ヴェルドロ

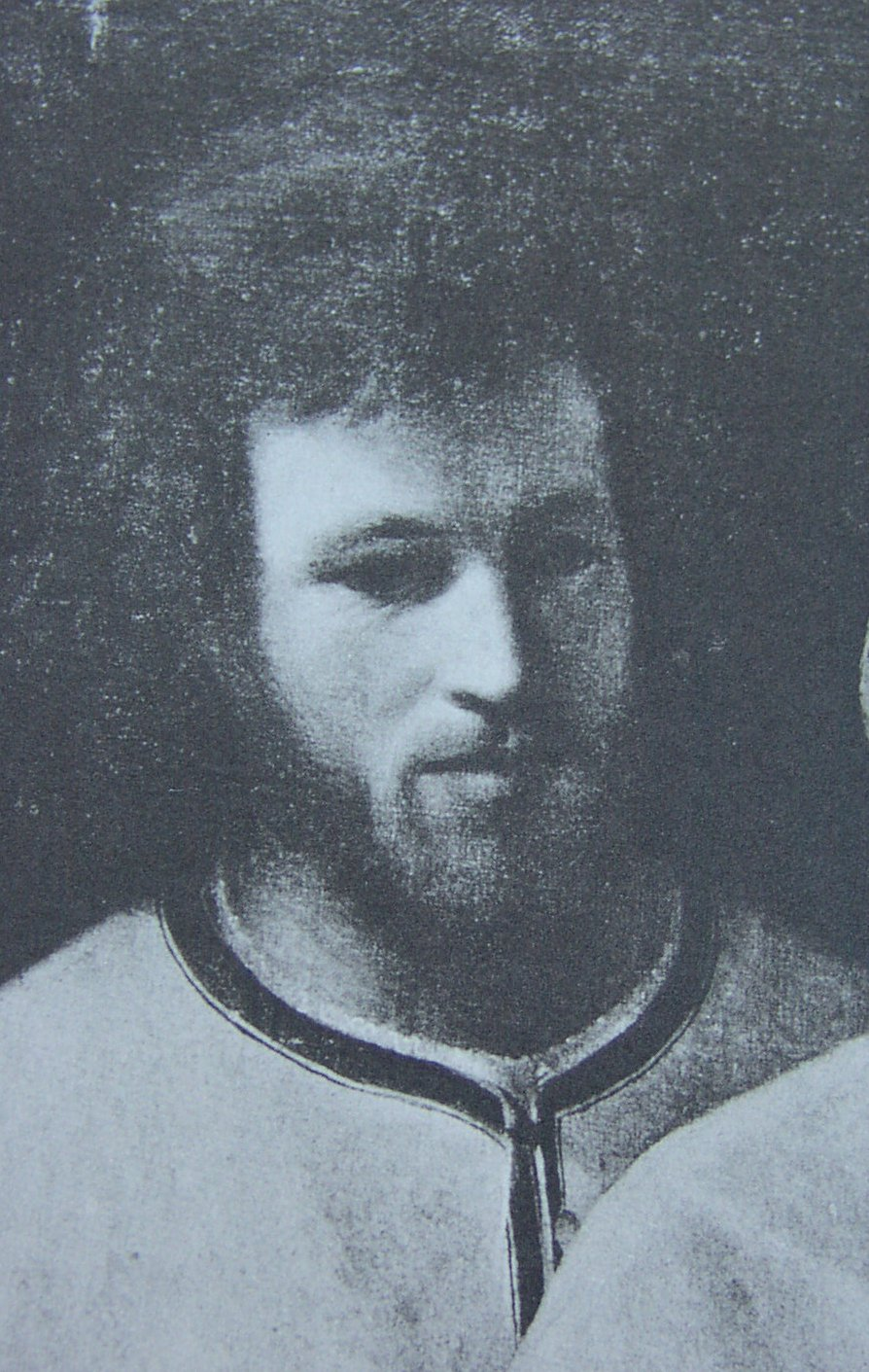
フィリップ・ヴェルドロ

フィリップ・ヴェルドロ（Philippe Verdelot）は、フランス出身の作曲家。生涯のほとんどをイタリアで暮らした。一般にイタリア・マドリガーレの創始者と見なされており、マドリガーレ草創期に最も数多くこのジャンルを手懸けた作曲家であった。サヴォナローラの信奉者からメディチ家がフィレンツェを奪還した後、同地の音楽界で重要な立場にあり、ジャック・アルカデルトらに影響を与えた。生没年は不詳で、1480年ごろ（±5年）に生まれ、1531年前後もしくは1552年に没したとされている。

## 生涯
セーヌ＝エ＝マルヌ県のレ・ロージュ出身。幼少期についてははっきりしない。おそらく早くからイタリアに渡り、1510年代か1520年代にはヴェネツィアあたりの北イタリアにいた。1511年にヴァザーリがイタリア人声楽家を描いた油彩画は、さしたる確証があるわけではないものの、音楽学者によってそのうち一人がヴェルドロであると信じられている。
1523年から1525年までフィレンツェの洗礼者聖ヨハネ寺院の教会楽長に就任。1523年から1527年までフィレンツェ大聖堂の教会楽長も兼任していたらしい。1526年にはマキャヴェリと共同で、諷刺喜劇『マンドラゴーラ』の上演に携わる。この戯曲は1518年にマキャヴェリが書き上げていたが、1526年の上演はメディチ家出身の教皇クレメンス7世に献呈されている。マキャヴェリはメディチ家によってフィレンツェ追放中の身で、ヴェルドロは反メディチ家のフィレンツェ共和国におおむね肩入れしていたが、二人はともに、両陣営を満足させるようにデリケートな政治問題の危うい綱渡りをしなければならなかった。この戯曲のためにヴェルドロが書いた数曲は、「カンツォーネ」と呼ばれているものの、こんにち最初期のマドリガーレと見なされている。
ヴェルドロが1530年以降も健在だったという決定的な証拠がないため、ことによると1529年から1530年のフィレンツェ攻略で殺害されたのかもしれない。しかしながら、1530年代に出版されたヴェルドロのマドリガーレ集のテクストにおいて、同時代の出来事についてそれとなく触れたくだりがあることから、1540年までは存命であったと推論する研究者もいる。1530年代後半にヴェネツィアで出版された数冊のマドリガーレ集にヴェルドロの作品が見出され、そのうちの一冊は完全にヴェルドロのものである。ことによると、フィレンツェ攻囲ののち復讐心に駆られた勝利者メディチ家の追及を逃れるために、ヴェネツィア共和国に避難したのかもしれない。遅くとも1552年には故人であった。同年、作家のオルテンツォ・ランディがヴェルドロを死者として言及しているからである。

## 作品と影響力
ヴェルドロは、ミサ曲やモテットも手懸けているものの、歴史的に、コスタンツォ・フェスタと並ぶマドリガーレの父と呼ばれている。ルネサンス音楽のマドリガーレは1520年代になって浮上した、無伴奏の世俗の合唱曲（または重唱曲）であり、フロットラやカンツォーナ、ラウダといった既存のジャンルが収斂して出来上がったものだった。ヴェルドロは、模倣様式のテクスチュアとホモフォニックなテクスチュアの均衡をとっている。後年に発達したような音画はほとんど見当たらないが、興味深い先例がないでもない。ヴェルドロのマドリガーレはほとんどが5声か6声のために作曲されており、これらが頻繁に版を重ねたことや、16世紀ヨーロッパの各地に流通したことからも推察し得るように、ヴェルドロは非常に人気のある作曲家であった。